# 鄭保雄
鄭保雄（1961年12月29日—2020年2月13日），臺灣桃園市復興區泰雅族人，傳承與改革泰雅族口簧琴。

## 生平
鄭保雄生於桃園縣復興鄉，因八七水災遷至和平鄉（今和平區）松鶴部落。一次他回鄉的路上，看見一個泰雅族長者坐在路邊吹奏口簧琴，讓他想傳承泰雅文化。他因感於族內的口簧琴已漸失傳，於是以一年多時間向長輩學習。大女兒鄭汝芝回憶，父親常拿著竹片製作口簧琴，叮嚀口簧琴是泰雅族珍寶，不能讓它失傳。
2001年，和平鄉博愛國小谷關分校主任黃永光在松鶴部落成立編織、音樂教室時，鄭保雄就主動提出要教導口簧琴。鄭保雄將除在部落開設狩獵課程、口簧琴課外，獨創了竹撥式口簧琴而更易於學習。電影《賽德克·巴萊》的口簧琴，就是由他所吹奏。
2019年，中華民國原住民族委員會頒發第14屆原曙獎給鄭保雄，以感謝保存口簧琴文化的貢獻。
2020年2月13日中午，鄭保雄去和平區東關路一段裡冷巷的裡冷溪邊修水管時，疑不慎失足跌落溪中，當兒子下午找到時，已無生命跡象。臺中市政府原住民族事務委員會於2021年8月14日至10月26日，在台中原民中心舉辦鄭保雄紀念展。